# Reprezentacja Gibraltaru w koszykówce mężczyzn
Reprezentacja Gibraltaru w koszykówce mężczyzn - drużyna, która reprezentuje Gibraltar w koszykówce mężczyzn. Za jej funkcjonowanie odpowiedzialny jest Gibraltarski Amatorski Związek Koszykówki (GABA). Nigdy nie udało jej się zakwalifikować do Mistrzostw Europy, Mistrzostw Świata, czy Igrzysk Olimpijskich. Aktualnie występuje w Dywizji C.